# Raúl César Arechavala
Raúl César Arechavala Silva (11 de noviembre de 1948. Buenos Aires, Argentina) es un profesor, escritor y filósofo argentino nacionalizado hondureño.

## Biografía
Graduado de licenciado en filosofía por la Universidad de Buenos Aires en Argentina. Posteriormente obtuvo un máster en tecnología educativa por el Instituto Latinoamericano de la Comunicación Educativa. Y finalmente obtuvo un doctorado en educación con énfasis en mediación pedagógica en la Universidad La Salle en Costa Rica. También es miembro de la Academia Hondureña de la Lengua y desde 1979 es profesor en la Universidad Nacional Autónoma de Honduras en el Valle de Sula.

## Obras
- Introducción a la lógica y filosofía (1977)
- Filosofía de la educación de la universidad (1998)
- Pedagogía del humor (1998)[3]
- Contre le travail des enfants (2001)
- Ladri d'infanzia (2001)
- El estado en Hegel (2002)
- El arca de Óscar Acosta o las ironías del destino (2008)
- Hipertexto paralelo multimedia, reflexión sobre mediación pedagógica en el siglo XXI (2014)
- Clones, relatos breves de 2096 (estilizado como "KΛΩNEΣ") (2018)[4][5]